# Sigmundur Kristjánsson
Sigmundur Kristjánsson (Reykjavik, 9 september 1983) is een IJslands voormalig voetballer die bij voorkeur als middenvelder speelde.